# ATP Challenger Bergamo
Das ATP Challenger Bergamo (offizieller Name: Internazionali di Tennis Trofeo Perrel–Faip) war ein seit 2006 jährlich stattfindendes Tennisturnier in Bergamo, Italien. Es war Teil der ATP Challenger Tour und wurde seit 2008 auf Hartplatz (davor Teppich) in der Halle ausgetragen. Andreas Seppi mit zwei Siegen im Einzel sowie Karol Beck als dreimaliger Sieger im Doppel sind die erfolgreichsten Spieler des Turniers. Das Finale im Einzel der Ausgabe 2020 wurde wegen der COVID-19-Pandemie abgesagt und die beiden Finalisten erhielten jeweils Punkte und Preisgeld eines Finalisten. Schon 1993 fand an selber Stelle ein Turnier statt.

## Liste der Sieger

### Einzel
| Jahr                         | Sieger                            | Finalgegner                       | Ergebnis        |
| ---------------------------- | --------------------------------- | --------------------------------- | --------------- |
| 2023                         | Jack Draper                       | David Goffin                      | 1:6, 7:63, 6:3  |
| 2022                         | Otto Virtanen                     | Jan-Lennard Struff                | 6:2, 7:5        |
| 2021                         | Holger Rune                       | Cem İlkel                         | 7:5, 7:66       |
| 2020                         | Enzo Couacaud 0 Illja Martschenko | Enzo Couacaud 0 Illja Martschenko | Titel geteilt   |
| 2019                         | Jannik Sinner                     | Roberto Marcora                   | 6:3, 6:1        |
| 2018                         | Matteo Berrettini                 | Stefano Napolitano                | 6:2, 3:6, 6:2   |
| 2017                         | Jerzy Janowicz                    | Quentin Halys                     | 6:4, 6:4        |
| 2016                         | Pierre-Hugues Herbert             | Jahor Herassimau                  | 6:3, 7:65       |
| 2015                         | Benoît Paire                      | Alexander Nedowessow              | 6:3, 7:63       |
| 2014                         | Simone Bolelli                    | Jan-Lennard Struff                | 7:66, 6:4       |
| 2013                         | Michał Przysiężny                 | Jan-Lennard Struff                | 4:6, 7:65, 7:65 |
| 2012                         | Björn Phau                        | Alexander Kudrjawzew              | 6:4, 6:4        |
| 2011                         | Andreas Seppi (2)                 | Gilles Müller                     | 3:6, 6:3, 6:4   |
| 2010                         | Karol Beck                        | Gilles Müller                     | 6:4, 6:4        |
| 2009                         | Lukáš Rosol                       | Benedikt Dorsch                   | 6:1, 4:6, 7:63  |
| 2008                         | Andreas Seppi (1)                 | Julien Benneteau                  | 2:6, 6:2, 7:5   |
| 2007                         | Fabrice Santoro                   | Simone Bolelli                    | 6:2, 6:1        |
| 2006 (2)                     | Nicolas Devilder                  | Werner Eschauer                   | 1:6, 7:5, 6:4   |
| 2006 (1)                     | Alex Bogdanovic                   | Simone Bolelli                    | 6:1, 3:0 aufgg. |
| 1994–2005: nicht ausgetragen |                                   |                                   |                 |
| 1993                         | Jonas Björkman                    | Paolo Canè                        | 7:5, 6:2        |

### Doppel
| Jahr                         | Sieger                               | Finalgegner                             | Ergebnis          |
| ---------------------------- | ------------------------------------ | --------------------------------------- | ----------------- |
| 2023                         | Evan King Brandon Nakashima          | Francisco Cabral Henry Patten           | 6:4, 7:61         |
| 2022                         | Henri Squire Jan-Lennard Struff      | Jonathan Eysseric Albano Olivetti       | 6:4, 6:75, [10:7] |
| 2021                         | Zdeněk Kolář (3) Jiří Lehečka        | Lloyd Glasspool Harri Heliövaara        | 6:4, 6:4          |
| 2020                         | Zdeněk Kolář (2) Julian Ocleppo      | Luca Margaroli Andrea Vavassori         | 6:4, 6:3          |
| 2019                         | Laurynas Grigelis Zdeněk Kolář (1)   | Dustin Brown Tomislav Brkić             | 7:5, 7:67         |
| 2018                         | Scott Clayton Jonny O’Mara           | Laurynas Grigelis Alessandro Motti      | 5:7, 6:3, [15:13] |
| 2017                         | Julian Knowle Adil Shamasdin         | Dino Marcan Sam Weissborn               | 6:3, 6:3          |
| 2016                         | Ken Skupski (3) Neal Skupski         | Nikola Mektić Antonio Šančić            | 6:3, 7:5          |
| 2015                         | Martin Emmrich Andreas Siljeström    | Błażej Koniusz Mateusz Kowalczyk        | 6:4, 7:5          |
| 2014                         | Karol Beck (3) Michal Mertiňák       | Konstantin Krawtschuk Denys Moltschanow | 4:6, 7:5, [10:6]  |
| 2013                         | Karol Beck (2) Andrej Martin         | Claudio Grassi Amir Weintraub           | 6:3, 3:6, [10:8]  |
| 2012                         | Jamie Delgado Ken Skupski (2)        | Martin Fischer Philipp Oswald           | 7:5, 7:5          |
| 2011                         | Frederik Nielsen Ken Skupski (1)     | Michail Jelgin Alexander Kudrjawzew     | kampflos          |
| 2010                         | Jonathan Marray Jamie Murray         | Karol Beck Jiří Krkoška                 | 1:6, 7:62, [10:8] |
| 2009                         | Karol Beck (1) Jaroslav Levinský     | Chris Haggard Pavel Vízner              | 7:66, 6:4         |
| 2008                         | Simone Bolelli Andreas Seppi         | Jamie Cerretani Igor Zelenay            | 6:3, 6:0          |
| 2007                         | Jérôme Haehnel Jean-René Lisnard     | Kenneth Carlsen Frederik Nielsen        | 6:3, 2:6, [10:4]  |
| 2006 (2)                     | Jan Hájek Jaroslav Pospíšil          | Marcelo Charpentier Tomas Tenconi       | 6:2, 6:2          |
| 2006 (1)                     | Daniele Bracciali Giorgio Galimberti | Christopher Kas Philipp Petzschner      | 7:5, 0:6, [13:11] |
| 1994–2005: nicht ausgetragen |                                      |                                         |                   |
| 1993                         | Cristian Brandi Cristiano Caratti    | Sander Groen Arne Thoms                 | 4:6, 6:4, 6:1     |